# Szkarpawa (osada)
Szkarpawa (niem. Scharpau) – osada w Polsce położona w województwie pomorskim, w powiecie nowodworskim, w gminie Stegna na obszarze Żuław Wiślanych. Wieś wchodzi w skład sołectwa Wiśniówka.
Wieś należąca do Szkarpawy  terytorium miasta Gdańska położona była w drugiej połowie XVI wieku w województwie pomorskim. W latach 1975–1998 miejscowość należała administracyjnie do województwa elbląskiego.
Inne hasła o nazwie Szkarpawa: Szkarpawa (rzeka)